# Franz Tamayo (Ichoca)
Franz Tamayo ist eine Ortschaft im Departamento La Paz im südamerikanischen Andenstaat Bolivien. Die Ortschaft trägt ihren Namen nach Franz Tamayo Solares, einem bolivianischen Dichter, Philosophen und Politiker.

## Lage im Nahraum
Franz Tamayo liegt in der Provinz Inquisivi und ist der zentrale Ort im Cantón Franz Tamayo im Municipio Ichoca. Die Ortschaft liegt auf einer Höhe von 4019 m am südlichen, rechten Ufer des Río Tornuña Jakuira, der über den Río Totoroma in den Río Ichoca fließt, der in östlicher Richtung in den Río Ayopaya mündet.

## Geographie
Franz Tamayo liegt zwischen dem bolivianischen Altiplano im Westen und dem Amazonas-Tiefland im Osten. Die Region weist ein typisches Tageszeitenklima auf, bei dem die mittleren Temperaturunterschiede zwischen Tag und Nacht größer sind als die Temperaturunterschiede zwischen den Jahreszeiten.
Die mittlere Durchschnittstemperatur der Region liegt bei knapp 7 °C und schwankt zwischen 3 °C im Juni/Juli und 9 °C im November/Dezember (siehe Klimadiagramm Caxata). Der Jahresniederschlag liegt bei 500 mm, mit einer ausgeprägten Trockenzeit von Mai bis Juli und Monatsniederschlägen von mehr als 100 mm im Januar und Februar.

## Verkehrsnetz
Franz Tamayo liegt 206 Straßenkilometer südöstlich von La Paz, der Hauptstadt des gleichnamigen Departamentos.
Von La Paz aus führt die asphaltierte Nationalstraße Ruta 2 in westlicher Richtung nach El Alto, von dort führt die Ruta 1 über 129 Kilometer nach Süden bis Konani und dann weiter nach Oruro. Von Konani aus führt eine unbefestigte Landstraße in nordöstlicher Richtung nach Quime und passiert nach 51 Kilometern auf halbem Weg dorthin die Ortschaften Villa Puchuni, Tablachaca und Caxata. Von Tablachaca aus führt eine Straße in östlicher Richtung nach Ichoca und erreicht auf dem Weg nach dreizehn Kilometern Franz Tamayo.

## Bevölkerung
Die Einwohnerzahl der Ortschaft ist in dem Jahrzehnt zwischen den beiden letzten Volkszählungen auf mehr als das Doppelte angestiegen:
| Jahr | Einwohner         | Quelle       |
| ---- | ----------------- | ------------ |
| 1992 | keine Detaildaten | Volkszählung |
| 2001 | 251               | Volkszählung |
| 2012 | 608               | Volkszählung |
| 2024 |                   | Volkszählung |

Die Region weist einen hohen Anteil an Aymara-Bevölkerung auf, im Municipio Ichoca sprechen 92,4 Prozent der Bevölkerung Aymara.